# 皮德利斯西亞 (布羅瓦里區)
50°34′27″N 31°0′25″E / 50.57417°N 31.00694°E
皮德利斯西亞（烏克蘭語：Підлісся）是位於烏克蘭北部的村莊，由基辅州布羅瓦里區的大季梅爾卡市鎮負責管轄。該村始建於1554年，面積2.15平方公里，海拔高度109米，2001年人口242，人口密度每平方公里112.6人。